# Шоткуса (деревня)
Шоткуса — деревня в Лодейнопольском городском поселении Лодейнопольского района Ленинградской области.

## История

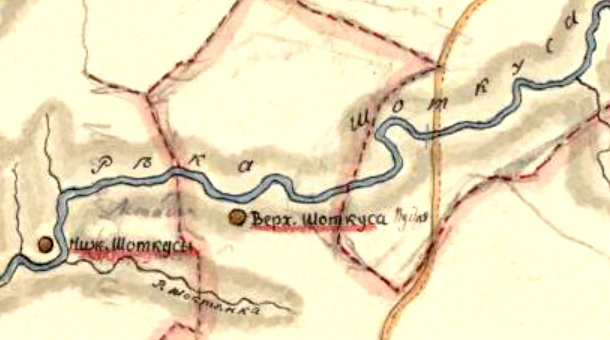
Деревня Верхняя Шоткуса на плане уезда 1818 года

Деревня Верхние Шоткусы упоминается на карте Санкт-Петербургской губернии Ф. Ф. Шуберта 1844 года.

ШОТКУСА ВЕРХНЯЯ (ПУСТАЯ ШОТКУСА или БАРДОВО) — деревня при реке Шоткусе, число дворов — 10, число жителей: 20 м. п., 23 ж. п. (1879 год)

Сборник Центрального статистического комитета описывал её так:

ФИЛИППОВКА (ШОТКУСА ПУСТАЯ) — деревня бывшая владельческая при речке Шоткусе, дворов — 4, жителей — 23; часовня, мельница. (1885 год)

Деревня относилась к Горской волости Лодейнопольского уезда Олонецкой губернии.

ВЕРХНЯЯ ШОТКУСА (ПУСТАЯ-ШОТКУСА) — деревня при реке Шоткусе, население крестьянское: домов — 11, семей — 10, мужчин — 29, женщин — 25, всего — 54; некрестьянское: нет; лошадей — 8, коров — 10, прочего — 5. (1905 год)

В конце XIX — начале XX века деревня административно относилась к Заостровской волости 1-го стана Лодейнопольского уезда Олонецкой губернии.
С 1 марта 1917 года — в Шоткусском сельсовете.
С 1 апреля 1919 года — в Верхне-Шоткусском сельсовете.
С 1 января 1920 года — вновь в Шоткусском сельсовете.
С 1 сентября 1922 года — в Луначарской волости.
С 1 августа 1927 года — в Лодейнопольском районе.
С 1 ноября 1928 года — в Заостровском сельсовете.
Согласно карте Ленинградской области Северо-западного аэрогеодезического треста ГГУ издания 1932 года деревня Верхняя Шоткуса насчитывала 11 крестьянских дворов.
По данным 1933 года деревня называлась Верхняя Шоткуса и входила в состав Заостровского сельсовета Лодейнопольского района.
В 1939 году население деревни составляло 138 человек.

Деревня Шоткуса на карте 1940 года

В 1958 году население деревни составляло 110 человек.
По данным 1966, 1973 и 1990 годов деревня Шоткуса также входила в состав Заостровского сельсовета.
В 1997 году в деревне Шоткуса Шамокшинской волости проживали 6 человек, в 2002 году — 14 человек (русские — 79 %).
В 2007 году в деревне Шоткуса Лодейнопольского ГП проживали 4 человека.

## География
Деревня расположена в западной части района на реке Шоткуса.
Расстояние до административного центра поселения — 29 км.
Расстояние до ближайшей железнодорожной платформа Шоткуса — 2 км.

## Демография
| 1879 | 1885 | 1905 | 1939 | 1958 | 1997 | 2007 |
| ---- | ---- | ---- | ---- | ---- | ---- | ---- |
| 43   | ↘23  | ↗54  | ↗138 | ↘110 | ↘6   | ↘4   |
| 2010 | 2017 |      |      |      |      |      |
| ↗11  | →11  |      |      |      |      |      |

Национальный состав
Согласно данным Всероссийской переписи населения 2021 года в деревне проживали 7 человек, из них русские — 4 , казаки — 1 человек, остальные национальность не указали.